# Incêndios florestais na Califórnia em janeiro de 2025
De 7 até 31 de janeiro de 2025, uma série contínua de vários incêndios florestais catastróficos afetou a área metropolitana de Los Angeles e regiões vizinhas. Os incêndios foram agravados pela umidade muito baixa, condições de seca e ventos com força de furacão de Santa Ana que em alguns lugares ultrapassaram 80-100 milhas por hora (130-160 km/h). Quatro maiores incêndios se destacaram: Palisades em Pacific Palisades, o Eaton em Altadena, Hughes no condado de Los Angeles e o Border 2, no condado de San Diego. Os dois primeiros são provavelmente o segundo e o quarto incêndios mais destrutivos da história da Califórnia, respectivamente. No seu fim, em 31 de janeiro de 2025, os incêndios florestais mataram pelo menos 29 pessoas, forçaram mais de 200 mil a evacuar e destruíram ou danificaram mais de 18 mil estruturas.

## Meteorologia
Este evento foi bem modelado com antecedência. Em 2 de janeiro, o  Centro Nacional Interagências de Incêndios alertou que as condições no sul da Califórnia fomentavam "um potencial de incêndio significativo acima do normal". Naquele mesmo dia, as previsões locais do Serviço Meteorológico Nacional apontaram o potencial para incêndios intensos. No dia seguinte, o Storm Prediction Center (SPC) previu um risco extremamente crítico de incêndio. Os dias subsequentes, desde 9 a 15 de janeiro, tiveram pelo menos um risco climático de incêndio crítico emitido para o sul da Califórnia, com 13 a 14 de janeiro tendo riscos de incêndio extremamente críticos consecutivos.
O Serviço Nacional de Meteorologia dos Estados Unidos (NWS) emitiu para os condados de Los Angeles e Ventura um alerta de bandeira vermelha, denotando o perigo de incêndio mais extremo e chamando-o de "situação particularmente perigosa" que ameaçava alto risco à vida e à propriedade. O alerta enfatizou que os incêndios podem crescer rapidamente devido aos ventos fortes e à baixa umidade. O sul da Califórnia tornou-se cada vez mais árido desde o final do verão de 2024, à medida que os sistemas de tempestades afetaram predominantemente o noroeste do Pacífico e o norte da Califórnia, devido à mudança do El Niño-Oscilação do Sul (ENSO) de El Niño para La Niña, que surgiu em janeiro de 2025.

### Seca
A vegetação seca exacerbou as condições perigosas, com muitas partes do sul da Califórnia enfrentando secas severas, sendo o início mais seco da estação chuvosa já registrado e o período de 9 meses mais seco já registrado antes do início do vento e dos incêndios subsequentes. De acordo com um estudo publicado na revista Nature Reviews Earth & Environment, as alterações climáticas na região aumentaram as temperaturas e criaram volatilidade nos níveis de precipitação, afirmando que as secas pontuadas por períodos de fortes chuvas resultam no crescimento repentino de gramíneas, arbustos e árvores que secam rapidamente e permanecem como combustível para incêndios florestais. As alterações climáticas também prolongaram a estação seca local de tal forma que esta se sobrepõe à estação eólica offshore, criando condições favoráveis para incêndios florestais. Estas longas estações secas também reduziram o abastecimento de água local e reduziram o número de dias seguros para realizar queimadas controladas – o que reduz o combustível antes do início da época de incêndios – criando desafios adicionais para o combate a incêndios. Um estudo rápido de atribuição climática conduzido por pesquisadores do Instituto Pierre Simon Laplace atribuiu a intensificação das condições de incêndio principalmente às mudanças climáticas antropogênicas, com a variabilidade climática natural desempenhando um papel menor, depois de determinar que as condições meteorológicas nas áreas impactadas exibiam diferenças marcantes em relação a eventos semelhantes ocorridos entre 1950-1986. Estas incluíram temperaturas mais quentes de até 5°C, reduções de precipitação de até 15%, aumentos da velocidade do vento de até 5 km/h (cerca de 20%) e aumentos de temperatura urbana de até 3°C.

### Ventos
Os eventos apresentaram ventos de Santa Ana de intensidade excepcional, com rajadas previstas atingindo 50 a 80 milhas por hora (80 a 130 km/h; 22 a 36 m/s) em áreas povoadas dos condados de Los Angeles e Ventura, incluindo o Vale de San Gabriel e a Bacia de Los Angeles, que em eventos de vento anteriores foram protegidos devido às suas elevações mais baixas. Previa-se que altitudes mais elevadas experimentariam condições ainda mais extremas, com velocidades de vento previstas entre 80 a 100 milhas por hora (130 a 160 km/h; 36 a 45 m/s). Esses ventos foram mais fortes do que um evento típico de Santa Ana devido ao aumento da velocidade do vento na atmosfera. À medida que a corrente de jato cruzava as cadeias de montanhas no sul da Califórnia de norte a sul, as ondas nas montanhas se desenvolveram, acelerando a velocidade do vento à medida que o ar descia para a Bacia de Los Angeles e outras planícies próximas.
O escritório do Serviço Nacional de Meteorologia dos Estados Unidos (NWS), sede de Los Angeles, descreveu a tempestade como potencialmente "risco de vida", prevendo que os ventos "acelerariam a níveis perigosos" começando na tarde de 7 de janeiro e durariam até o início de 8 de janeiro no sul da Califórnia. O NWS alertou que os ventos “destrutivos” provavelmente resultariam em cortes generalizados de energia e queda de árvores. Previu também que seria a "tempestade de vento mais destrutiva vista desde 2011" na região.

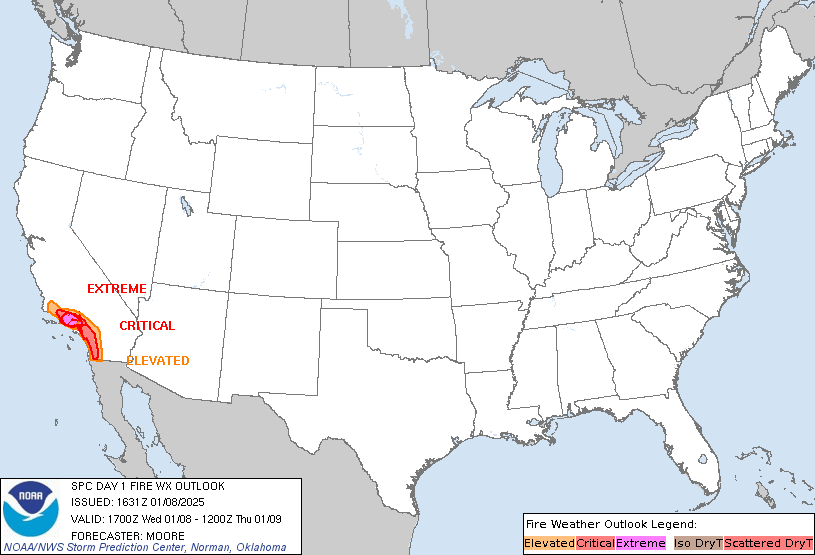
A previsão do tempo de incêndio emitida pelo Centro de Previsão de Tempestades para 8 de janeiro.

O NWS também emitiu sua categoria mais severa de alerta de bandeira vermelha com a situação particularmente perigosa, para os condados de Los Angeles e Ventura, indicando extremo perigo de incêndio. O alerta enfatizou especificamente a possibilidade de crescimento rápido do fogo e comportamento extremo do fogo devido à combinação de ventos fortes e baixos níveis de umidade. O sul da Califórnia experimentou uma aridez crescente desde o final do verão de 2024, à medida que os sistemas de tempestades afetaram predominantemente o noroeste do Pacífico. No final de dezembro de 2024, a maior parte do condado de Los Angeles havia entrado em estado de seca moderada, criando maior vulnerabilidade a incêndios devido à vegetação ressecada no que era tradicionalmente a estação chuvosa da região.
Na manhã de 7 de janeiro, um anemômetro na Magic Mountain Truck Trail em Santa Clarita relatou velocidades de vento de 84 milhas por hora (135 km/h; 38 m/s), Escondido Canyon relatou 62 milhas por hora (100 km/h; 28 m/s), e o Aeroporto Van Nuys relatou 55 milhas por hora (89 km/h; 25 m/s), com base no NWS. O NWS relatou às 18h19 (PST) que a tempestade de vento pode se tornar o evento de vento mais forte do sul da Califórnia em 2025, especialmente em seus vales. A Administração Oceânica e Atmosférica Nacional (NOAA) previu que a velocidade do vento estaria entre 35 e 50 milhas por hora (56 e 80 km/h; 16 e 22 m/s). Rajadas de vento foram registradas a 100 mph (160 km/h; 45 m/s) no Monte Lukens, nas montanhas orientais de San Gabriel e a 98 mph (158 km/h; 44 m/s) nas montanhas de Santa Monica.
No dia 11 de janeiro, às 13h06, o escritório do NWS Los Angeles/Oxnard emitiu um alerta de bandeira vermelha para a maioria dos condados de Los Angeles e Ventura a partir das 18h do dia 11 de janeiro às 18h do dia 15 de janeiro, citando a reintensificação dos ventos de Santa Ana e a continuação da umidade seca. O escritório também emitiu um aviso de vento a partir das 19h04 até 12 de janeiro às 14h, prevendo ventos sustentados de nordeste de 20 a 30 mph (32 a 48 km/h; 8,9 a 13 m/s) com rajadas de 45 mph e rajadas isoladas de 55 mph.
No dia 12 de janeiro, o NWS anunciou um aviso de bandeira vermelha de situação particularmente perigosa das 4h do dia 14 de janeiro às 12h do dia 15 de janeiro para diversas regiões dos condados de Los Angeles e Ventura. O alerta PDS foi emitido devido à previsão de rajadas de vento de nordeste e leste entre 55 e 70 mph com condições contínuas de baixa umidade, que o relatório afirmou que poderiam levar a "comportamento extremo de fogo" e "manchas de longo alcance".

## Fatores contribuintes

### Redução orçamentária
Em dezembro de 2024, a chefe do Corpo de Bombeiros de Los Angeles, Kristin Crowley, alertou que uma redução orçamentária de US$ 17,6 milhões aprovada pela prefeita Karen Bass também reduziu a capacidade de resposta a emergências do departamento. O membro do Conselho de Los Angeles, Bob Blumenfield, no entanto, afirmou que o orçamento contra incêndios da cidade aumentou mais de US$ 50 milhões ano após ano em comparação com o ciclo orçamentário anterior; o financiamento adicional para o departamento foi reservado em um fundo separado até que um novo contrato com o corpo de bombeiros fosse finalizado em novembro de 2024.
Em 4 de dezembro de 2024, a chefe dos bombeiros de Los Angeles, Kristin Crowley, disse que a redução "afetou negativamente a capacidade do Departamento de manter as operações principais" e que a redução de US$ 7 milhões em horas extras "limitou severamente a capacidade do Departamento de se preparar, treinar e responder a emergências em grande escala" e afetou inspeções de residências e limpeza de arbustos. Após a aprovação do orçamento, foram acrescentados mais 111 milhões de dólares em aumentos salariais e equipamento, aumentando assim o orçamento operacional do ano anterior.

### Concentração corporativa
Embora os cortes orçamentais tenham sido um problema, outra questão importante é o aumento dos preços e os atrasos na produção de veículos de combate a incêndios. O custo de um caminhão de bombeiros disparou nos últimos anos – passando de cerca de US$ 300-500.000 para um caminhão auto bomba e US$ 750-900.000 para um caminhão de escada em meados da década de 2010, para cerca de US$ 1 milhão para um caminhão auto bomba e US$ 2 milhões para um caminhão bombeador. caminhão de escada nos últimos dois anos. O aumento do preço é resultado de uma empresa de private equity, a American Industrial Partners, que comprou muitas empresas de caminhões de bombeiros e as fundiu, a fim de forçar a alta dos preços em todos os setores. Nos Estados Unidos, os principais corpos de bombeiros dizem que estão lutando com a disparada dos preços de seus caminhões.

### Casas antigas em Palisades
Muitos californianos pensavam que os incêndios florestais não poderiam atingir as profundezas das cidades, mas os incêndios de Los Angeles mostraram como as casas mais antigas se tornaram o combustível que alimentou os incêndios. Cientistas de incêndio dizem que o poder destrutivo dos incêndios florestais se multiplicou porque as casas mais antigas pegaram fogo uma após a outra.
O código de construção da Califórnia está entre os mais rígidos dos Estados Unidos. A Califórnia exige que todas as casas em áreas de alto risco usem materiais com menor probabilidade de queimar; no bairro de Pacific Palisades, a maioria das casas foi construída nas décadas de 1950 e 1960 e não seguia o código de construção da Califórnia.

### Sistema limitado de bomba e armazenamento
De acordo com o The New York Times, enquanto os incêndios florestais assolavam bairros residenciais, os bombeiros ficaram sem água. As autoridades dizem que os tanques de armazenamento que retêm água para áreas de grande altitude, como as de Highlands, e os sistemas de bombeamento que as alimentam, não conseguiram acompanhar a demanda.
O sistema de bombeamento e armazenamento foi projetado para um incêndio que poderia consumir várias casas, e não um que consumiria centenas, disse Marty Adams, ex-engenheiro-chefe do Departamento de Água e Energia de Los Angeles; o professor Greg Pierce, cientista da Universidade da Califórnia em Los Angeles, que estuda água e planejamento urbano, disse que a maioria dos sistemas de água foram projetados para combater incêndios urbanos, e não incêndios florestais de rápida evolução.

### Reservatório vazio de Santa Ynez
No começo dos primeiros incêndios florestais, o reservatório de Santa Ynez, um grande componente de 117 milhões de galões da infra-estrutura hídrica de Los Angeles localizado na parte superior do Pacífico Palisades, tinha sido completamente esvaziado devido à manutenção contínua para reparar um rasgo na sua cobertura. O reservatório estava programado para retomar as operações em fevereiro de 2025. O ex-gerente geral do Departamento de Água e Energia de Los Angeles (LADWP), Martin Adams, afirmou que as operações de reparo já estavam acontecendo “há algum tempo”, e que as autoridades normalmente mantinham níveis de água mais baixos no reservatório durante os meses de inverno para evitar a estagnação da água e problemas associados com concentrações químicas e crescimento bacteriano.
Embora os três tanques de água na área de Pacific Palisades tivessem sido cheios até a sua capacidade de cerca de 1 milhão de galões americanos (3.800 m3) cada, esses suprimentos estavam esgotados na manhã de quarta-feira. Dezenas de hidrantes em Pacific Palisades foram relatados pelo pessoal de combate a incêndios como tendo pouco ou nenhum fluxo de água durante os esforços iniciais de combate a incêndios para controlar o incêndio em Palisades. O diretor executivo do Departamento de Água e Energia de Los Angeles, Janisse Quiñones relatou que todos os hidrantes na área "secaram" por volta das 3h do dia 8 de janeiro. O esvaziamento dos tanques de água agravou a falta de pressão nas linhas principais da cidade para transportar água para zonas mais altas, com os bombeiros a não conseguirem chegar às estações de bombeamento para auxiliar o transporte devido ao incêndio se espalhar descontroladamente. O Departamento afirmou que os ventos fortes impossibilitaram o combate ao incêndio pelo ar, exercendo uma pressão excessiva sobre o sistema de hidrantes. Quiñones informou que a resposta aos incêndios causou “uma enorme procura no nosso sistema [de água]”, sendo que “o sistema público de água enfrentou quatro vezes a sua procura habitual”. Os suprimentos para combate a incêndios estavam “sendo esvaziados três vezes em menos de 24 horas”. O Corpo de Bombeiros foi forçado a adicionar 75 pés cúbicos (2.100 L) por segundo em suas linhas de água para manter pressão de água suficiente. Os bombeiros recorreram à delegação de pessoal de construção para transportar tanques de água para áreas que os necessitassem. O diretor de Obras Públicas do Condado de Los Angeles, Mark Pestrella, solicitou que os residentes evacuados desligassem suas linhas de água e gás para que mais água pudesse ser usada nos esforços de combate a incêndios. É relatado que os bombeiros começaram a usar piscinas para obter água.

## Preparação
Em 6 de janeiro, o governador da Califórnia, Gavin Newsom, declarou que delegaria 65 carros de bombeiros, sete helicópteros, sete reservatórios de água e 109 trabalhadores para o combate a quaisquer incêndios florestais que surgissem. A prefeita de Los Angeles, Karen Bass, emitiu alertas aos residentes para evitarem a queda de linhas de energia e enfatizou o risco de a tempestade de vento se tornar uma das mais significativas em mais de uma década. Bass estava fora do país para a posse do presidente ganense, John Dramani Mahama. A presidente do conselho, Marqueece Harris-Dawson, ocupou o cargo de prefeita interina no evento.
A Southern California Edison, o principal fornecedor de eletricidade da área, antecipou possíveis interrupções de energia que afetariam até 400.000 de seus 5 milhões de clientes, e propôs cortar a energia para evitar o início de incêndios devido a equipamentos defeituosos. A San Diego Gas & Electric também declarou que cortaria a energia antes do início de condições climáticas extremas.
O Distrito Escolar Unificado de Santa Monica-Malibu declarou que fecharia todas as suas escolas em Malibu no dia 7 de janeiro "devido à piora das condições climáticas e questões de segurança". O Distrito Escolar Unificado de Los Angeles declarou que mudaria temporariamente várias escolas de Pacific Palisades e limitaria as atividades ao ar livre para proteção contra o vento. Trechos da Pacific Coast Highway foram fechados devido ao risco de ventos fortes causarem perigo ao tráfego.
Antes de possíveis incêndios florestais, todos os 114 tanques que compõem a infraestrutura hídrica de Los Angeles foram cheios. O Centro Nacional Interagências de Bombeiros (NIFC) elevou o Nível de Preparação Nacional para 2, permitindo o uso exigente de recursos federais.

## Início dos incêndios

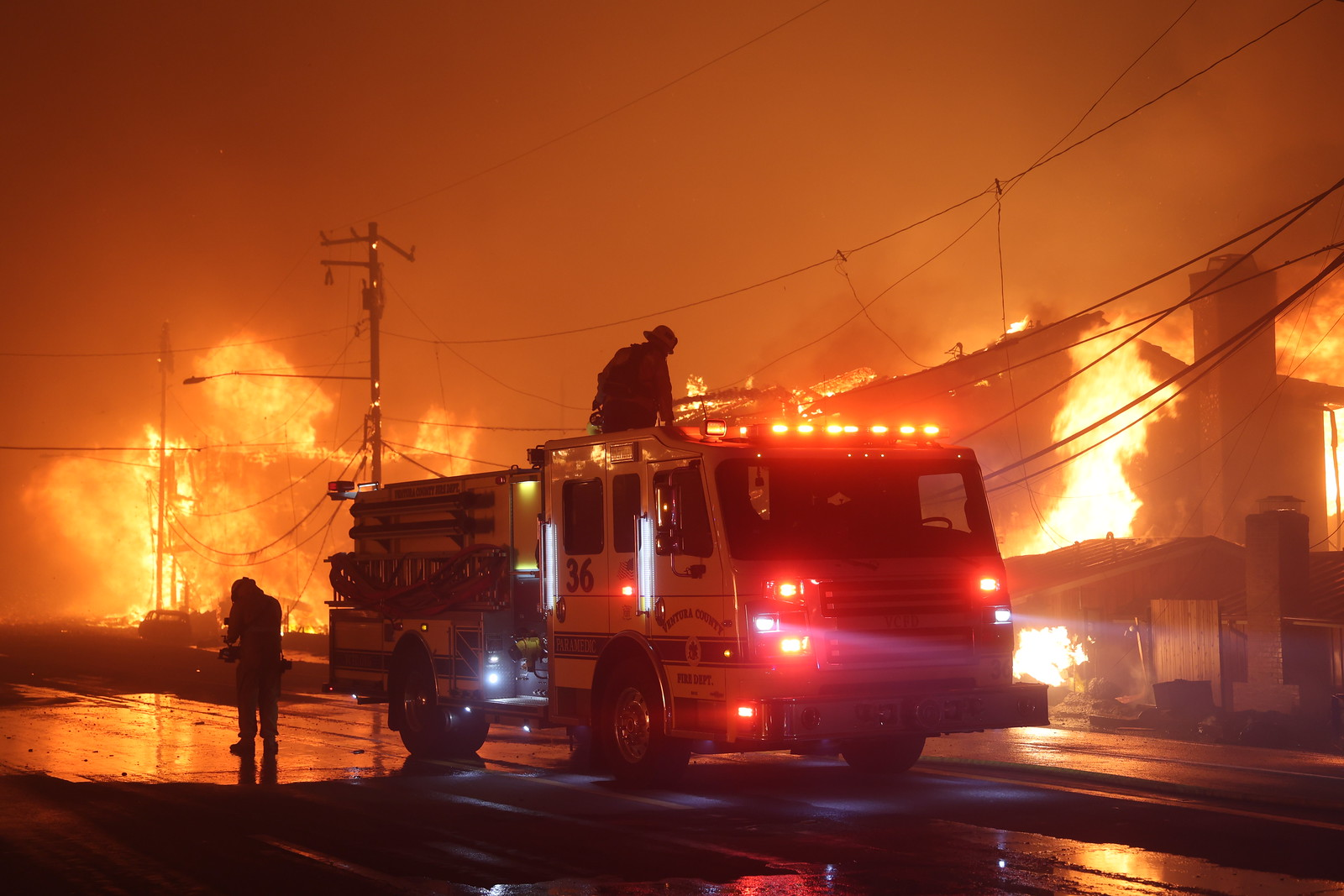
Bombeiro lutando para apagar o fogo em Pacific Palisades.

Quando os ventos começaram a soprar em 7 de janeiro, a cidade de Los Angeles declarou estado de emergência em antecipação ao aumento dos ventos. O Distrito de Gestão da Qualidade do Ar da Costa Sul emitiu um alerta de tempestade de poeira para vários condados do sul da Califórnia, alertando que os ventos fortes poderiam soprar poeira e solo no ar, permitindo que fossem inalados.
Uma entrevista coletiva realizada pelo Presidente dos Estados Unidos, Joe Biden, em Coachella Valley para assinar proclamações para o Monumento Nacional Chuckwalla e o Monumento Nacional Sáttítla Highlands foi cancelada devido aos ventos excessivos. Dezenas de árvores foram derrubadas em todo o Vale de San Gabriel, inclusive em Pasadena.
Ao meio-dia, o evento deixou mais de 20 mil clientes sem energia. Pela terceira vez em três meses, a Southern California Edison desligou a energia de várias áreas para reduzir a chance de equipamentos elétricos provocarem incêndios adicionais. Estas medidas preventivas deixaram milhares de pessoas sem energia.
Vários voos foram atrasados devido à intensidade dos ventos, tendo os pilotos sido avisados para não voarem perto do terreno. A Administração Federal de Aviação (FAA) ordenou uma interrupção temporária das atividades terrestres no Aeroporto de Hollywood Burbank, após fortes rajadas de vento forçando múltiplas voltas. A Southwest Airlines desviou ou cancelou vários voos devido aos fortes ventos presentes nos aeroportos de Ontário e Burbank.

## Lista de incêndios florestais
| Nome            | Condado              | Acres  | Data de início        | Data contenção        | Estruturas destruídas | Notas | Ref                        |
| --------------- | -------------------- | ------ | --------------------- | --------------------- | --------------------- | --- | -------------------------- |
| Riverside       | San Bernardino       | 1      | 7 de janeiro de 2025  | 7 de janeiro de 2025  | Múltiplas             | Queimaram várias residências improvisadas e vários veículos.                                                              | [ 70 ] [ 71 ]              |
| Sunset          | Los Angeles          | 1.5    | 7 de janeiro de 2025  | 7 de janeiro de 2025  | Nenhuma               | Estruturas ameaçadas. Separado do incêndio em Hollywood Hills que começou em 8 de janeiro, também chamado de Sunset Fire. | [ 72 ]                     |
| Palisades       | Los Angeles          | 23 448 | 7 de janeiro de 2025  | 31 de janeiro de 2025 | 7 674                 | Evacuações forçadas; destruindo casas em Pacific Palisades, a noroeste de Santa Monica.                                   | [ 5 ] [ 73 ] [ 74 ] [ 75 ] |
| Gulch           | Los Angeles          | 1      | 7 de janeiro de 2025  | 7 de janeiro de 2025  | Desconhecido          | Pequeno incêndio em Santa Clarita.                                                                                        | [ 76 ]                     |
| King            | Los Angeles          | 1      | 7 de janeiro de 2025  | 7 de janeiro de 2025  | Nenhuma               | Vários incêndios começaram em Ladera Heights.                                                                             | [ 77 ]                     |
| Eaton           | Los Angeles          | 14 021 | 7 de janeiro de 2025  | 31 de janeiro de 2025 | 10 491                | Evacuações forçadas; destruindo estruturas em Altadena e Pasadena.                                                        | [ 6 ] [ 78 ]               |
| Huntington      | Los Angeles          | 2      | 7 de janeiro de 2025  | 7 de janeiro de 2025  | Nenhuma               | Pequeno incêndio em Duarte.                                                                                               | [ 79 ]                     |
| Bert            | Los Angeles          | 3      | 7 de janeiro de 2025  | 7 de janeiro de 2025  | ~10                   | Estruturas possivelmente envolvidas, localizadas em bairros de Pasadena.                                                  | [ 80 ]                     |
| Hurst           | Los Angeles          | 799    | 7 de janeiro de 2025  | 16 de janeiro de 2025 | Desconhecido          | Evacuações forçadas. Possivelmente destruindo casas em Sylmar.                                                            | [ 81 ]                     |
| Tyler           | Riverside            | 15     | 8 de janeiro de 2025  | 8 de janeiro de 2025  | 2                     | Pequeno incêndio ao norte de Coachella.                                                                                   | [ 82 ]                     |
| Scout           | Riverside            | 12     | 8 de janeiro de 2025  | 8 de janeiro de 2025  | Desconhecido          | Fogo a oeste de Anza | [ 83 ]                     |
| Woodley         | Los Angeles          | 30     | 8 de janeiro de 2025  | 8 de janeiro de 2025  | Nenhuma               | Incêndio na Reserva de Vida Selvagem Sepulveda em Van Nuys                                                                | [ 84 ]                     |
| Olivas          | Ventura              | 11     | 8 de janeiro de 2025  | 8 de janeiro de 2025  | ~3                    | Marcos históricos de Rio Santa Clara em Ventura                                                                           | [ 85 ]                     |
| Lidia           | Los Angeles          | 395    | 8 de janeiro de 2025  | 11 de janeiro de 2025 | Desconhecido          | Fogo ao sul de Acton | [ 86 ] [ 87 ]              |
| Cantu           | Riverside            | 1      | 9 de janeiro de 2025  | 9 de janeiro de 2025  | Desconheido           | Pequeno incêndio em Eastvale                                                                                              | [ 88 ]                     |
| Sunset          | Los Angeles          | 43     | 8 de janeiro de 2025  | 9 de janeiro de 2025  | Severo                | Evacuações forçadas; o incêndio começou em Hollywood Hills.                                                               | [ 89 ]                     |
| Sunswept        | Los Angeles          | 0.5    | 8 de janeiro de 2025  | 8 de janeiro de 2025  | ~1                    | Pequeno incêndio na vegetação com estruturas envolvidas no Studio City.                                                   | [ 90 ] [ 91 ]              |
| Taft            | Orange               | 1      | 8 de janeiro de 2025  | 8 de janeiro de 2025  | ~4                    | Pequeno incêndio em Anaheim.                                                                                              | [ 92 ]                     |
| Creek           | Los Angeles          | 3      | 9 de janeiro de 2025  | 15 de janeiro de 2025 | Nenhuma               | Pequeno incêndio em Big Tujunga Creek.                                                                                    | [ 93 ]                     |
| Kenneth         | Los Angeles, Ventura | 1 052  | 9 de janeiro de 2025  | 12 de janeiro de 2025 | Desconhecido          | Evacuações forçadas; incêndio começou a oeste de West Hills.                                                              | [ 94 ] [ 95 ]              |
| Commercial      | San Bernardino       | 1      | 9 de janeiro de 2025  | 10 de janeiro de 2025 | Desconhecido          | Incêndio em árvore que se espalhou por edifícios                                                                          | [ 96 ]                     |
| Hamlet          | San Diego            | 2      | 9 de janeiro de 2025  | 9 de janeiro de 2025  | Nenhum                | Incêndio na estrada na comunidade de Crest                                                                                | [ 97 ]                     |
| Archer          | Los Angeles          | 19     | 10 de janeiro de 2025 | 11 de janeiro de 2025 | Desconhecido          | Incêndio em Granada Hills                                                                                                 | [ 98 ]                     |
| Brier           | San Bernardino       | 9      | 11 de janeiro de 2025 | 11 de janeiro de 2025 | Desconhecido          | Incêndio em vegetação | [ 99 ]                     |
| Miramar         | San Diego            | 15     | 13 de janeiro de 2025 | 13 de janeiro de 2025 | Nenhum                | Incêndio em vegetação na parte sul da Estação Aérea do Corpo de Fuzileiros Navais de Miramar                              | [ 100 ]                    |
| Jurupa          | Riverside            | 2      | 13 de janeiro de 2025 | 13 de janeiro de 2025 | Desconhecido          | Incêndio florestal no leito do rio Santa Ana, em Jurupa Valley                                                            | [ 101 ]                    |
| Auto            | Ventura              | 61     | 13 de janeiro de 2025 | 17 de janeiro de 2025 | Nenhuma               | Incêndio de incidente com veículo se espalhou pela vegetação                                                              | [ 102 ]                    |
| Pamo            | San Diego            | 3.5    | 14 de janeiro de 2025 | 14 de janeiro de 2025 | Nenhuma               | Incêndio na vegetação que queimou em Ramona                                                                               | [ 103 ]                    |
| Scout           | Riverside            | 2.6    | 14 de janeiro de 2025 | 14 de janeiro de 2025 | Desconhecido          | Incêndio a oeste de Riverside                                                                                             | [ 104 ]                    |
| Stone           | Riverside            | 1.5    | 14 de janeiro de 2025 | 14 de janeiro de 2025 | Nenhuma               | Incêndio perto da Represa Hansen e da Rodovia 210                                                                         | [ 105 ]                    |
| Little Mountain | San Bernardino       | 34     | 15 de janeiro de 2025 | 15 de janeiro de 2025 | Nenhuma               | Incêndio perto do cruzamento da Edgehill Road com a Little Mountain Drive; possível incêndio criminoso.                   | [ 106 ]                    |
| Ted Williams    | San Diego            | 3      | 20 de janeiro de 2025 | 20 de janeiro de 2025 | Nenhuma               | Incêndio em Poway | [ 107 ]                    |
| Rinaldi         | Los Angeles          | 3      | 20 de janeiro de 2025 | 20 de janeiro de 2025 | Nenhuma               | Incêndio perto da rodovia 405 e da rua Rinaldi em Granada Hills                                                           | [ 108 ]                    |
| Pala            | San Diego            | 17     | 21 de janeiro de 2025 | 21 de janeiro de 2025 | Nenhuma               | Incêndio ao norte da interestadual 15 e da rota 76 em Pala                                                                | [ 109 ]                    |
| Lilac           | San Diego            | 85     | 21 de janeiro de 2025 | 22 de janeiro de 2025 | 4                     | Incêndio ao sul de Pala Mesa, perto da Old Highway 395 e Lilac Road                                                       | [ 110 ]                    |
| Friars          | San Diego            | 15     | 21 de janeiro de 2025 | 21 de janeiro de 2025 | Nenhuma               | Incêndio florestal em uma encosta em frente ao Fashion Valley Mall, em Mission Valley                                     | [ 111 ]                    |
| Clay            | San Diego            | 39     | 22 de janeiro de 2025 | 22 de janeiro de 2025 | Nenhuma               | Incêndio perto de Pedley Road e Van Buren Boulevard                                                                       | [ 112 ]                    |
| Center          | Riverside            | 7      | 21 de janeiro de 2025 | 22 de janeiro de 2025 | Nenhuma               | Incêndio na comunidade Rancho Bernardo, perto de Bernardo Center Drive e Camino del Norte                                 | [ 113 ]                    |
| Hughes          | Los Angeles, Ventura | 10 425 | 22 de janeiro de 2025 | 30 de janeiro de 2025 | Nenhuma               | Evacuações; começou perto do Lago Castaic                                                                                 | [ 114 ]                    |
| Sepulveda       | Los Angeles          | 45     | 22 de janeiro de 2025 | 23 de janeiro de 2025 | Nenhuma               | Incêndio perto da rodovia I-405, em Sepulveda                                                                             | [ 115 ]                    |
| Laguna          | Ventura              | 94     | 23 de janeiro de 2025 | 26 de janeiro de 2025 | Nenhuma               | Evacuações das Ilhas do Canal da CSU; começou perto de Laguna Road em Camarillo                                           | [ 116 ]                    |
| Baldy           | San Bernardino       | 1.5    | 23 de janeiro de 2025 | 23 de janeiro de 2025 | Nenhuma               | Incêndio na Floresta Nacional de San Bernardino                                                                           | [ 117 ]                    |
| Border 2        | San Diego            | 6 625  | 23 de janeiro de 2025 | 30 de janeiro de 2025 | Nenhuma               | Incêndio na região selvagem da montanha Otay                                                                              | [ 118 ]                    |
| Gilman          | San Diego            | 3      | 23 de janeiro de 2025 | 23 de janeiro de 2025 | Nenhuma               | Incêndio na vegetação na área de La Jolla, ao longo da Gilman Drive e da Via Alicante                                     | [ 119 ]                    |
| Pepper          | San Bernardino       | 3.5    | 23 de janeiro de 2025 | 23 de janeiro de 2025 | Nenhuma               | Incêndio perto da South Pepper Ave e da I-10                                                                              | [ 120 ]                    |
| Reche           | San Bernardino       | 3      | 23 de janeiro de 2025 | 23 de janeiro de 2025 | Nenhuma               | Incêndio em terras privadas                                                                                               | [ 121 ]                    |
| Gibbel          | Riverside            | 20     | 21 de janeiro de 2025 | 23 de janeiro de 2025 | Nenhuma               | Incêndio em Hemet | [ 122 ]                    |

## Incêndios
Em 9 de janeiro, havia cinco incêndios notáveis em toda a região. A extrema intensidade da tempestade de vento, juntamente com a vegetação seca devido às condições de seca prolongada, fez com que os incêndios se espalhassem rapidamente e fizessem com que brasas voassem e provocassem incêndios localizados em locais distantes.

### Pasalides
Um incêndio significativo, nomeado de Palisades Fire, acendeu-se perto do bairro Pacific Palisades, em Los Angeles, expandindo-se rapidamente para abranger 5.000 acres (2.000 ha; 7,8 sq mi; 20 km2). Este incêndio exigiu evacuações obrigatórias ao longo de seções da Pacific Coast Highway e áreas adjacentes, com o Westwood Recreation Center servindo como abrigo de emergência. Durante o meio-dia, o incêndio teria se expandido a uma taxa igual a três campos de futebol por minuto, com os bombeiros tentando trabalhar apesar dos ventos fortes. Ordens de evacuação imediata foram emitidas para residentes de Santa Monica que moravam ao norte do Boulevard San Vicente. Às 12h11 (PST) de 8 de janeiro, a cidade de Malibu instou todos os residentes que ainda não haviam partido a se prepararem para a evacuação devido ao incêndio não estar contido. Ordens de evacuação foram dadas para o bairro de Brentwood, em Los Angeles. Restos humanos foram encontrados em uma casa destruída em Malibu durante uma verificação da assistência social. A partir das 11h26 do dia 9 de janeiro, o incêndio queimou 17.234 acres (6.974 ha; 26.928 sq mi; 69,74 km2). Em 10 de janeiro, as ordens de evacuação foram estendidas para Tarzana e Encino, no Vale de São Fernando. Em 24 de janeiro, 23.448 acres (9489 ha; 36,63 sq mi; 94,89 km2) de terra foram destruídos pelo incêndio; com 79 por cento do fogo contido. Em 28 de janeiro, foi confirmado que o incêndio em Palisades destruiu 6 837 casas e outras estruturas e queimou um total de 23 448 acres (9489 ha; 36,63 sq mi; 94,89 km2). De acordo com os últimos relatórios do Departamento de Silvicultura e Proteção contra Incêndios da Califórnia, as equipes de avaliação de danos estão quase concluindo suas inspeções. O incêndio foi relatado como 95% contido. Foi totamente contido no dia 31 de janeiro, mais de 3 semanas após seu início.

### Eaton
Pouco depois de 7 de janeiro, às 18h15 (PST), um incêndio florestal em Eaton Canyon na região de Altadena – Pasadena, apelidado de Eaton Fire, foi relatado pela primeira vez com uma área de 20 acres (8,1 ha; 0,031 sq mi; 0,081 km2). De acordo com o jornal Pasadena Now, moradores adjacentes ao cânion relataram aos serviços de emergência que uma das torres elétricas estava em chamas. Às 19h12, o incêndio havia crescido para pelo menos 200 acres (81 ha; 0,31 sq mi; 0,81 km2) de tamanho, com a capitã dos bombeiros do condado de Los Angeles, Sheila Kelliher, observando que o incêndio cresceria rapidamente devido à tempestade de vento em curso. Em seis horas, o incêndio em Eaton cresceu para 1.000 acres (400 ha; 1,6 sq mi; 4,0 km2) de tamanho. Os Terraços do Parque Marino evacuaram 95 idosos, com imagens mostrando muitos em cadeiras de rodas e vestindo apenas batas. As evacuações foram posteriormente ampliadas em Pasadena e no norte de Sierra Madre e Arcadia. O Centro Médico AltaMed e várias residências no Rancho Hastings foram "envolvidos pelas chamas". Em 8 de janeiro, às 10h36 (PST), o incêndio saltou para 10.600 acres (4.300 ha; 16,6 sq mi; 43 km2). Ao meio-dia, o fogo começou a avançar para zonas residenciais de Pasadena. Toda a cidade de La Cañada Flintridge recebeu ordem de evacuação. Cinco pessoas morreram no incêndio. Na tarde de 9 de janeiro, o incêndio começou a se aproximar do Monte Wilson, onde está localizado o Observatório Monte Wilson, cuja equipe foi evacuada anteriormente. Em 18 de janeiro, o incêndio estava 65% contido, com 17 mortes relatadas nos incêndios. Em 22 de janeiro, o Eaton estava 95% contido. O incêndio em Eaton foi relatado como tendo sido 99% contido em 28 de janeiro Foi totamente contido no dia 31 de janeiro, mais de 3 semanas após seu início.

### Hurst
Às 22h10 (PST) em 7 de janeiro, o Corpo de Bombeiros de Los Angeles informou que um incêndio florestal de 50 acres (20 ha; 0,078 sq mi; 0,20 km2) no norte de Sylmar, apelidado de Hurst Fire, teve uma "rápida taxa de propagação" e instituiu ordens de evacuação imediata para todas as áreas ao norte da Foothill Freeway entre a Roxford Street e a divisão Golden State Freeway-Antelope Valley Freeway. À 1h47 do dia 8 de janeiro, o Departamento Florestal e de Incêndios da Califórnia informou que o incêndio havia crescido para 500 acres (200 ha; 0,78 sq mi; 2,0 km2). Às 21h40 (PST) naquela noite, o incêndio havia crescido para 855 acres (346 ha; 1.336 sq mi; 3,46 km2). Às 15h56 em 9 de janeiro, o Cal Fire relatou que o Hurst havia sido contido em 10%. Às 20h19, os esforços de contenção mais que triplicaram, com 37% do fogo apagado. Foi extinguido no dia 16 de janeiro.

### Kenneth
O incêndio em Kenneth foi relatado pela primeira vez em 9 de janeiro às 14h30 (PST), acendendo ao longo de uma trilha perto do Victory Boulevard, no bairro de West Hills, em Los Angeles. O incêndio cresceu rapidamente para 50 acres (20 ha; 0,078 sq mi; 0,20 km2). Foram solicitados recursos do Condado de Los Angeles e do Condado de Ventura. Evacuações obrigatórias foram ordenadas para a área de Vanowen Street ao sul até a Burbank Boulevard e de County Lane Road a leste até Valley Circle Boulevard. Avisos de evacuação adicionais foram ordenados para áreas a leste de Valley Circle e para partes de Oak Park. Em 10 de janeiro, houve pelo menos uma morte devido ao incêndio. Um aviso de incêndio instruindo evacuações imediatas foi emitido por engano para todo o condado de Los Angeles, em vez de para uma área específica do incêndio, e foi posteriormente enviado para celulares em todo o condado como uma mensagem de alerta de emergência sem fio; A supervisora do condado, Janice Hahn, logo depois confirmou que os alertas foram acidentais, com um alerta de correção de acompanhamento sendo enviado. Às 17h30 PST, o incêndio cresceu para pelo menos 960 acres (390 ha; 1,50 sq mi; 3,9 km2) e estava se aproximando dos subúrbios de Calabasas e Hidden Hills. Logo depois, Newsom anunciou o envio de 900 bombeiros adicionais para a área. Em 10 de janeiro, foi confirmado ao menos uma fatalidade devido ao Kenneth. O incêndio foi suspeito de ser um incêndio criminoso e uma pessoa foi presa. O incêndio foi 100% contido em 12 de janeiro, após queimar 1.052 acres (426 ha; 1.644 sq mi; 4,26 km2) de terra.

### Hughes
O incêndio Hughes foi relatado pela primeira vez em 22 de janeiro, pouco antes das 11h, a leste do Lago Castaic, no norte do condado de Los Angeles. Por volta das 12h30, o incêndio atingiu mais de 3 400 acres (1376 ha; 5,31 sq mi; 13,75 km2) em uma área sem contenção e desencadeou evacuações obrigatórias para assentamentos próximos ao lago, incluindo Castaic. Após algumas horas, atingiu 10 176 acres (4118 ha; 15,9 sq mi; 41,18 km2). Em 28 de janeiro, o incêndio em Hughes estava 98% contido. Após queimar mais de 10 mil acres, no dia 30 de janeiro, o incêndio foi extinguido.

### Border 2
No dia 23 de janeiro, o incêndio Border 2 foi relatado na Otay Mountain Wilderness, noroeste da Otay Mountain, queimando em terreno íngreme com umidade muito baixa e ventos instáveis; o incêndio continua a ameaçar casas, comunidades e infraestruturas, com evacuações emitidas. Seu crescimento levou à emissão de ordens de evacuação para partes do condado de San Diego, e um alerta de evacuação a ser emitido para partes de Chula Vista. O incêndio foi totalmente contido em 30 de janeiro.

### Incêndios menores
- Às 5 da manhã, um incêndio começou em uma cidade de barracas para moradores de rua no leito do rio Santa Ana, e incendiou várias residências e pertences improvisados, um veículo recreativo e vários veículos. O incêndio cresceu para 1 acre (0,40 ha; 0,0016 sq mi; 0,0040 km2) antes que os bombeiros o extinguissem, sem relatos de feridos.[71]
- Os bombeiros responderam a um incêndio separado nas proximidades de Hollywood Hills, na cidade de Los Angeles, perto da avenida Sunset Boulevard.[29] O incêndio foi extinto logo após ter começado.[64]
- Gulch: às 15h44 (PST), um incêndio florestal apelidado de Gulch foi relatado ao norte de Santa Clarita, perto de Dry Gulch Mountain Way e San Francisquito Canyon Road. O incêndio foi limitado a 1 acre (0,40 ha; 0,0016 sq mi; 0,0040 km2) de área.[163]
- King: às 17h28 (PST), o King foi relatado em Los Angeles, perto de Ladera Heights, em torres de petróleo a nordeste de La Cienega Boulevard. Um incêndio próximo separado foi relatado às 17h39 a oeste de La Cienega.[164] Os incêndios foram contidos em 1 acre (0,40 ha; 0,0016 sq mi; 0,0040 km2) por volta das 18h18.[77]
- Bert: às 21h06 (PST), começou com 1,5 acres (0,61 ha; 0,0023 sq mi; 0,0061 km2), o Bert foi relatado em Pasadena, que cresceu para 3 acres (1,2 ha; 0,0047 sq mi; 0,012 km2) por volta das 21h16. Suas brasas sopradas produziram incêndios pontuais que ameaçaram estruturas próximas na vizinhança.[80]
- Tyler: às 3h03 (PST) do dia 8 de janeiro, Tyler foi relatado em Coachella, no Condado de Riverside. O fogo se espalhou por 15 acres (6,1 ha; 0,023 sq mi; 0,061 km2) e destruiu duas estruturas antes que seu avanço fosse detido pelos bombeiros.[165]
- Woodley: às 6h15 (PST), o Woodley acendeu e queimou 75 acres (30 ha; 0,117 sq mi; 0,30 km2) perto da Bacia de Sepulveda. Foi revisado para 30 acres (12 ha; 0,047 sq mi; 0,12 km2).[166]
- Olivas: às 10h44 (PST), o Olivas espalhando-se ao longo da costa de Ventura, condado de Ventura. O incêndio cresceu para 11 acres (4,5 ha; 0,017 sq mi; 0,045 km2), com uma vítima relatada.[167][168][169]
- Lidia: o Lidia foi relatado por volta das 13h10. PST. O incêndio cresceu para 50 acres (20 ha; 0,078 sq mi; 0,20 km2) em uma hora; às 20h06, havia crescido para 348 acres (141 ha; 0,544 sq mi; 1,41 km2). Ordens de evacuação foram emitidas para algumas áreas próximas a Acton.[170] O serviço de trens Metrolink interrompeu o serviço na área.[171]

- Sunset: o Sunset começou em Hollywood Hills, perto do Runyon Canyon Park, em 8 de janeiro de 2025 às 17h39 (PST). Este incêndio resultou na emissão de uma ordem de evacuação pelas autoridades para a área de Hollywood Hills, que incluía dezenas de milhares de pessoas.[172][173] Às 20h21, o incêndio cresceu para 50 acres (20 ha; 0,078 sq mi; 0,20 km2).[174] No dia seguinte, o incêndio foi totalmente contido e as ordens de evacuação foram suspensas.[175] Durante o incêndio, houve preocupações de que o letreiro de Hollywood corresse o risco de ser danificado.[176] Embora a placa tenha saído ilesa dos incêndios, imagens e vídeos falsos gerados por IA mostraram a placa e a área imediatamente ao redor envolvida em chamas. Essas imagens foram divulgadas principalmente no site X e em outros sites de mídia social.[177][178]
- Sunswept: o Sunswept foi relatado pelo LAFD às 20h52 no bloco 3000 de North Sunswept em Studio City, Los Angeles.[179] O incêndio atingiu uma casa de quatro andares, mas foi extinto pelos bombeiros sem se espalhar significativamente.[180]
- Creek: em 9 de janeiro, o Creek foi relatado às 13h51 (PST) perto do riacho Big Tujunga. O incêndio cresceu para 1 acre (0,40 ha; 0,0016 sq mi; 0,0040 km2), com aeronaves enviadas para combater o incêndio. Às 15h05, o progresso foi interrompido e os recursos foram liberados. A partir das 20h53, o fogo cresceu para 3 acres (1,2 ha; 0,0047 sq mi; 0,012 km2) à medida que a atividade do fogo aumentou.[181]
- Archer: no dia 10 de janeiro, às 10h25, o Archer foi relatado em Granada Hills. Os bombeiros interromperam o avanço do incêndio mais tarde naquele dia, depois que o fogo atingiu 19 acres (7,7 ha; 0,030 sq mi; 0,077 km2). Ordens de evacuação obrigatórias foram emitidas na área e suspensas no mesmo dia.[182]
- Auto: no dia 13 de janeiro, às 19h45, o Auto Fire foi relatado próximo ao rio Santa Clara, no oeste do Condado de Ventura. Queimou ao menos 5 acres (2,02 ha; 0,0046 sq mi; 0,020 km2) e atualmente está crescendo.[183] Foi extinto no dia 17 de janeiro.[184]
- Little Mountain: no dia 15 de janeiro, um incêndio perto do cruzamento da Edgehill Road com a Little Mountain Drive, em San Bernardino, queimando ao menos 34 acres (13,75 ha; 0,053 sq mi; 0,13 km2), sendo controlado no mesmo dia; possível incêndio criminoso, sendo uma pessoa presa.[185]
- Sepulveda: no dia 22 de janeiro, o incêndio Sepulveda foi relatado perto do Getty Center nas montanhas de Santa Monica. Ele cresceu para 40 acres (16 ha; 0,063 sq mi; 0,16 km2) durante a noite, com o progresso interrompido às 2h do dia 23 de janeiro. Alertas de evacuação foram emitidos para a Universidade Mount Saint Mary e partes de Brentwood e Bel Air.[186]

## Impacto
Cerca de 200 mil pessoas foram colocadas sob ordens de evacuação. Anthony Mitchell, de 67 anos, e seu filho Justin Mitchell foram vítimas do incêndio Eaton em Altadena. Ambos foram encontrados ao lado da cama de Justin, possivelmente devido à tentativa de Anthony de salvá-lo. Várias queimaduras foram relatadas e um bombeiro de 25 anos sofreu um "grave ferimento na cabeça". Por volta das 21h, muitas vítimas de queimaduras caminharam em direção ao restaurante Duke's Malibu, onde foram tratadas clinicamente e transferidas para hospitais. Rory Sykes, um cidadão britânico e australiano de 32 anos com paralisia cerebral, morreu de envenenamento por monóxido de carbono durante o incêndio em Palisades, que destruiu sua casa na propriedade de sua mãe em Malibu. Ele não foi inicialmente contado entre o número de mortos enquanto se aguarda a descoberta de seus restos mortais. Sua mãe, Shelley Sykes, afirmou que as chamadas de emergência falhadas e a necessidade de sair da propriedade para alertar os bombeiros atrasaram a resposta, culpando problemas de infraestrutura local pela morte. O Xerife do Condado de Los Angeles, Robert Luna, informou em 9 de janeiro que a escala do número de mortes seria melhor determinada assim que as buscas caninas e forenses pudessem ser completamente implementadas. O cineasta David Lynch morreu após evacuar sua casa devido aos incêndios que resultaram em um declínio em sua já debilitada saúde.

### Danos estruturais
As estatísticas da Wildfire Alliance indicaram que o incêndio em Pacific Palisades por si só foi de longe o mais destrutivo na região de Los Angeles, com pelo menos 1 000 estruturas destruídas, superando o incêndio em Sayre, que destruiu 604 estruturas em 2008, e o incêndio em Bel Air, que destruiu quase 500 casas em 1961.
O Reel Inn, um restaurante de frutos do mar de 36 anos, foi confirmado por seus proprietários como tendo sido destruído no incêndio de Palisades. A Palisades Charter High School foi engolida pelo fogo depois que o incêndio atingiu o local por volta das 16h, ninguém estava na escola porque ela estava nas férias de inverno. A vegetação e as árvores próximas ao Getty Villa queimaram, sem nenhum dano estrutural relatado até as 17h20. O incêndio também se espalhou para a Escola Primária Palisades Charter. Várias propriedades à beira-mar em Malibu foram destruídas pelo incêndio. Dezenas de carros abandonados nas rodovias durante as evacuações foram completamente queimados, e as escavadeiras tiveram que forçar vários veículos para fora do caminho para que os bombeiros pudessem acessar as áreas em chamas. O incêndio Eaton destruiu o Templo e Centro Judaico de Pasadena, o Masjid Al-Taqwa e a Igreja da Comunidade Altadena.
O jornalista da CBS News, Jonathan Vigliotti, relatou que "quase tudo desapareceu" no centro de Pacific Palisades, além do shopping local, e descreveu os danos como "além da compreensão". Ele também relatou que as brasas dos incêndios existentes estavam sendo "explodidas por mais de um quilômetro" pela forte tempestade de vento e criando incêndios pontuais. O Malibu Feed Bin e o Pierson Playhouse do Theatre Palisades foram destruídos no incêndio. O Eaton Canyon Nature Center foi destruído no incêndio de Eaton, resultando na morte de cerca de quinze lagartos. Em 16 de janeiro, a Agência de Proteção Ambiental dos Estados Unidos começou a avaliar as propriedades queimadas nos incêndios Eaton e Palisades com o Departamento de Controle de Substâncias Tóxicas da Califórnia.
Inúmeras casas de celebridades foram incendiadas nos incêndios florestais incluindo as casas de Eric Braeden, Jeff Bridges, Adam Brody, Billy Crystal, Cary Elwes, Mel Gibson, John Goodman, Ed Harris, Paris Hilton, Anthony Hopkins, Eugene Levy, Leighton Meester, Mandy Moore, Brad Paisley, Bryan Greenberg, Sandra Lee, Miles Teller, Diane Warren, Jhené Aiko, Barbara Corcoran, Jennifer Love Hewitt, Taran Killam, John C. Reilly, Cobie Smulders, Carel Struycken e Milo Ventimiglia. A histórica casa e rancho do humorista Will Rogers também foi destruída. O ex-nadador norte-americano Gary Hall Jr. disse que perdeu suas dez medalhas olímpicas (incluindo cinco medalhas de ouro) no incêndio de Palisades. Uma mansão em Beverly Hills de propriedade do jogador de beisebol sul-coreano Chan Ho Park desde 1999 também teria sido incendiada pelos incêndios. Uma casa que pertenceu a Ryan O'Neal, em Malibu, também pegou fogo. As casas de algumas celebridades, incluindo de Ben Affleck, Tom Brady, Jamie Lee Curtis, Jennifer Garner, Jennie Garth, Bill Hader, Tom Hanks, Chris Pratt, Molly Sims, Steven Spielberg e James Woods, sobreviveram aos incêndios.
| Área afetada de Pacific Palisades (map data) | Área afetada de Altadena (map data) |

### Impacto econômico
De acordo com estimativas do JPMorgan Chase publicadas em 9 de janeiro, as perdas seguradas decorrentes dos incêndios foram projetadas em exceder US$ 20 bilhões, o que estabeleceria um novo recorde de sinistros de seguros relacionados a incêndios florestais na história dos Estados Unidos. Este valor superaria substancialmente o recorde anterior de US$ 12,5 bilhões em danos segurados estabelecido pela Camp Fire de 2018, conforme documentado pela Aon. Uma perda econômica total de US$ 50 bilhões foi prevista pelo JPMorgan Chase, que a AccuWeather previu que poderia subir para US$ 57 bilhões. O JPMorgan Chase observou que estes números podem aumentar ainda mais devido à propagação contínua dos incêndios e à falta de contenção. Em 11 de janeiro, as previsões de custos de danos foram estimadas em cerca de US$ 150 bilhões. No dia 13 de janeiro, o AccuWeather atualizou suas previsões de danos para US$ 250-275 bilhões, com o alto número atribuído aos altos custos de habitação em áreas afetadas, como Malibu e Santa Monica. Estimou-se que as empresas de resseguros europeias também serão afetadas devido às perdas financeiras decorrentes dos incêndios florestais, incluindo a Swiss Re, a Hannover Re e a SCOR Re.

### Habitação
Durante os incêndios, os proprietários da área de Los Angeles aumentaram substancialmente o custo dos aluguéis em uma média de 15-20%, com muitos aluguéis quase dobrando, fazendo com que muitos recém-desabrigados tenham dificuldade em encontrar um lugar para ficar. Isto violou as leis de manipulação de preços da Califórnia, que impediram um aumento de mais de 10% durante uma emergência. Alguns hotéis ofereceram tarifas reduzidas para os deslocados, enquanto outros também praticaram preços fraudulentos, aumentando substancialmente as suas tarifas, mesmo para aqueles que já tinham reservado. Prevê-se que a destruição de um grande número de casas irá prejudicar ainda mais a oferta de habitação no sul da Califórnia.

### Quedas de energia
Na noite de 7 de janeiro, quase 50 000 clientes sofreram cortes de energia, 28 300 sob o Departamento de Água e Energia de Los Angeles e 21 699 sob o Southern California Edison (SCE). O número somente na área metropolitana de Los Angeles aumentou para mais de 200 000 por volta das 21h30, com interrupções relatadas em Los Angeles, Glendale, Pasadena e Burbank. A SCE afirmou posteriormente que, às 16h00 de 8 de janeiro, cerca de 414.000 de seus clientes estão sem energia e 454.000 clientes estão sob vigilância do programa de desligamento de energia de segurança pública.

### Qualidade do ar
Os ventos espalharam a fumaça dos incêndios florestais por Los Angeles, levando a várias leituras de índice de qualidade do ar "muito prejudiciais à saúde" de mais de 200, com o PM2,5 da estação Harrison ES atingindo 184,1 µg/m³, ou 36,8 vezes o valor anual da orientação da Organização Mundial da Saúde. A qualidade do ar degradou-se para 569 µg/m³ na região, representando a categoria mais perigosa e exigindo evitar todas as atividades ao ar livre. A pneumologista da UCLA Health, May-Lin Wilgus, esperava que os residentes de Los Angeles sofressem de queimação nos olhos e irritação devido à fumaça concentrada, e instou os residentes com problemas de saúde subjacentes, como DPOC e asma, a evitarem todas as atividades ao ar livre e a fecharem todas as portas e janelas enquanto o ar condicionado estiver ligado. A presidente do Conselho Municipal de Los Angeles, Marqueece Harris-Dawson, relatou que a visibilidade caiu para menos de um quarteirão no sul de Los Angeles e pediu aos residentes que evitassem dirigir quando possível. O Departamento de Agricultura dos Estados Unidos e o Departamento de Saúde Pública de Los Angeles alertaram que os incêndios florestais podem tornar alguns alimentos nas áreas próximas inseguros para consumo devido à fumaça e outros produtos químicos. Os agentes cancerígenos são comuns na fumaça dos incêndios urbanos e representam riscos de saúde a longo prazo para aqueles que os inalam, especialmente para os bombeiros sem proteção respiratória.
Os dados de qualidade do ar da Agência de Proteção Ambiental dos Estados Unidos (EPA) indicaram que milhões de residentes da área de Los Angeles experimentaram grave deterioração da qualidade do ar, com condições atingindo a categoria "insalubre" nas escalas da EPA e aumentando para níveis "perigosos" perto das zonas de incêndio. Estima-se que a combustão de estruturas urbanas tenha libertado numerosas substâncias nocivas que não são contabilizadas nas leituras de PM2,5, incluindo metais pesados como o chumbo ou o zinco. O cofundador e meteorologista-chefe da Weather Underground, Jeff Masters, previu que até milhares de indivíduos poderiam morrer prematuramente devido à exposição, mesmo de curto prazo, à fumaça dos incêndios florestais. Com base em um estudo de 2024 sobre a exposição prolongada à fumaça de incêndios florestais nos Estados Unidos, ele também previu que a exposição à fumaça poderia causar vários efeitos de longo prazo nos californianos, incluindo distúrbios reprodutivos, cardiovasculares, respiratórios, renais, endócrinos e do neurodesenvolvimento.
Em fevereiro, o Centros de Controle e Prevenção de Doenças relatou que um aumento de 110 vezes nos níveis de chumbo no ar durante os incêndios de 2025 em Los Angeles foi registrado. O ambiente construído com superfícies pintadas, canos, veículos, plásticos, equipamentos eletrônicos e edifícios queimados, dos quais uma grande proporção havia sido construída antes de 1978.

### Danos causados pelo vento
Foi relatado que centenas de árvores caíram devido a fortes rajadas de vento durante a tempestade de vento que o acompanhou. Cerca de dez caminhões foram derrubados em um trecho da Rota 210 próximo a Fontana. Vários voos no aeroporto de Hollywood Burbank foram atrasados ou cancelados devido aos fortes ventos.

### Fechamento de escolas
Pelo menos 19 distritos escolares de Los Angeles anunciaram o fechamento de escolas. A Universidade Pepperdine fechou seus campus em Calabasas e Malibu. Todas as escolas do Distrito Escolar Unificado de Los Angeles foram fechadas em 9 de janeiro como resultado dos incêndios e da destruição de duas escolas primárias. No final do dia 9 de janeiro, o Superintendente Distrital Alberto M. Carvalho informou à mídia que as escolas seriam fechadas no dia 10 de janeiro e "não seriam retomadas até que as condições melhorassem". As escolas do Las Virgenes Unified School District foram fechadas de 8 a 10 de janeiro devido a condições perigosas e algumas de suas escolas estavam em zonas de evacuação voluntária ou obrigatória. A Universidade da Califórnia em Los Angeles (UCLA) anunciou que todas as aulas seriam online até 17 de janeiro.

### Outros fechamentos
Em 7 de janeiro a NASA fechou o Laboratório de Propulsão a Jato nas proximidades de La Cañada Flintridge até pelo menos 13 de janeiro devido a ventos fortes e fogo invasor de Pasadena, forçando a evacuação de todo o pessoal não emergencial do local. Devido a este encerramento, as operações da NASA Deep Space Network foram transferidas das instalações principais para um local externo. Em 8 de janeiro, a diretora do Laboratório de Propulsão a Jato, Laurie Leshin, relatou que houve pequenos danos causados pelo vento e nenhum dano causado por incêndio florestal no local.
Após o incêndio em Eaton, toda a Floresta Nacional de Angeles, que representa 27% da área do condado de Los Angeles, foi fechada de 14 a 15 de janeiro, e posteriormente estendida até o dia 19, alegando segurança pública e "perigo crítico de incêndio".

### Indústrias de entretenimento e esportes
Devido aos ventos fortes e ao perigo de incêndio, a Amazon MGM Studios e a Universal Pictures cancelaram as estreias de Hollywood de Wolf Man e Unstoppable. A Universal Studios fechou seu parque temático Universal Studios Hollywood e Universal CityWalk. O Prémios Screen Actors Guild 2025 cancelou o anúncio ao vivo de seus indicados, em vez disso divulgando a lista em um comunicado à imprensa. A 30ª edição do Critics' Choice Awards, que aconteceria em 12 de janeiro em Santa Monica, foi adiada para 26 de janeiro. O prazo para votação das indicações ao Oscar foi adiado por dois dias devido ao incêndio. A estreia do filme Under Ninja foi cancelada devido ao estado de emergência, assim como o de The Last Showgirl. O Festival Internacional de Cinema de Manila de 2025, organizado pela comunidade filipina na Califórnia, foi adiado.
Várias sedes de entretenimento e centros de produção de Hollywood foram fechados, adiando a produção de vários programas e filmes como Grey's Anatomy, NCIS, NCIS: Origins, Hacks, Ted Lasso, Fallout, On Call, The Last Showgirl, Doctor Odyssey, With Love, Meghan, Abbott Elementary, The Pitt, Jimmy Kimmel Live!, After Midnight e The Price Is Right.
O conjunto musical The Weeknd adiou o lançamento de seu sexto álbum, Rush Up Tomorrow, e cancelou um show no Rose Bowl por "respeito e preocupação" com os residentes do condado de Los Angeles. Beyoncé adiou um grande anúncio marcado para 14 de janeiro de 2025 e doou US$ 2,5 milhões para esforços de combate a incêndios florestais por meio de sua organização sem fins lucrativos, BeyGood. A banda Nine Inch Nails adiou os anúncios oficiais sobre sua turnê Peel it Back para 2025 por respeito à situação.
A National Hockey League (NHL) adiou um jogo de 8 de janeiro na Crypto.com Arena, no centro de Los Angeles, entre o Los Angeles Kings e o Calgary Flames devido aos incêndios florestais. A National Basketball Association (NBA) adiou o jogo de 9 de janeiro entre Los Angeles Lakers e Charlotte Hornets também na Crypto.com Arena, bem como dois jogos em 11 de janeiro entre o Lakers e o San Antonio Spurs na Crypto.com Arena e entre o Los Angeles Clippers e o Hornets no Intuit Dome. A National Football League (NFL) transferiu o jogo do playoff de 13 de janeiro entre o Los Angeles Rams e o Minnesota Vikings do SoFi Stadium para o State Farm Stadium em Glendale, Arizona. A Seleção de Futebol Feminino dos Estados Unidos mudou seu campo de treinamento do Dignity Health Sports Park para o Florida Blue Training Center em Fort Lauderdale, Flórida. O Santa Anita Park adiou corridas originalmente agendadas para 10 para 16 de janeiro devido à má qualidade do ar causada pelos incêndios florestais. A administração da pista também anunciou que se oferecerá para pagar pela realocação dos cavalos caso os proprietários desejem movê-los devido à situação. O PGA Tour transferiu o Genesis Invitational do Riviera Country Club, que não foi danificado no incêndio de Palisades, apesar de sua proximidade, para o Torrey Pines Golf Course, mantendo as datas de 13 a 16 de fevereiro.

### Perdas nas artes
Segundo a empresa Risk Strategies o evento pode ser "uma das maiores perdas de arte da história da América", pois diversas pinturas de Keith Haring e Andy Warhol. A empresa Belmont Music Publishers, de propriedade de Larry Schönberg, filho do compositor clássico do Século XX Arnold Schönberg, foi destruído no incêndio de Palisades, resultando na destruição de 100 000 partituras e cartas compostas por Schönberg, fotografias, livros, arranjos e outras recordações de Schönberg. A casa de Madlib em Los Angeles foi atingida nos incêndios florestais, com o produtor perdendo "décadas de música e equipamentos" no processo; uma campanha de financiamento coletivo Donorbox foi posteriormente iniciada para ajudar ele e sua família. Vários outros artistas também perderam suas casas e pertences nos incêndios florestais, incluindo o vocalista do DIIV, Zachary Cole Smith; Fat Tony; Empress Of; Photay e o membro do Dawes, Griffin Goldsmith.

### Transportes
O Metrô de Los Angeles suspendeu a cobrança de tarifas em 8 de janeiro devido a cortes intermitentes de energia que dificultaram a compra e o carregamento de cartões de tarifas pelos usuários. Algumas linhas de ônibus de Los Angeles foram suspensas, enquanto outras foram desviadas como resultado dos danos causados pelo vento e pelos incêndios florestais na cidade. O Aeroporto Internacional de Los Angeles permaneceu operacional durante os incêndios florestais, embora várias companhias aéreas tenham dispensado taxas de alteração para voos para Los Angeles e Orange County. Alguns voos para Burbank também foram desviados. A partir das 10h45 do dia 8 de janeiro, a FlightAware indicou que cerca de 18% dos voos em Burbank foram cancelados e 11% atrasaram.

### Fornecimento de água
O Departamento de Água e Energia de Pasadena emitiu um Alerta de Água em 8 de janeiro devido a detritos e turbidez elevada no abastecimento de água. O Departamento de Água e Energia de Los Angeles de Los Angeles emitiu avisos de fervura de água em várias áreas da Pacific Palisade no mesmo dia. Eles afirmaram que o benzeno e outros compostos orgânicos voláteis têm potencial para entrar no sistema hídrico local. O diretor de Obras Públicas do condado, Mark Pestrella, relatou "danos significativos" aos sistemas de esgoto do condado de Los Angeles, além de seus sistemas de energia e transporte, cada um devido a grandes quantidades de detritos e milhares de árvores derrubadas causadas pelos incêndios e pelo vendaval correspondente.

### Crimes
Houve vários relatos de adolescentes e jovens saqueando casas evacuadas em meio ao caos. Até 9 de janeiro, pelo menos 20 pessoas foram presas por saques, embora nenhum detalhe tenha sido divulgado. As autoridades condenaram os saques, incluindo a supervisora do Condado de Los Angeles, Kathryn Barger, que elaborou que os saqueadores estavam "visando comunidades vulneráveis". Tropas da Guarda Nacional dos Estados Unidos foram enviadas para algumas áreas queimadas para fornecer proteção contra saques. Dois saqueadores presos estavam vestidos de bombeiros ao entrar em casas, eles invadiram a zona de incêndio de Palisades em um carro de bombeiros comprado em leilão no Oregon; o suspeito teria sido preso anteriormente por incêndio criminoso e dano criminal. Várias pessoas também foram acusadas de incêndio criminoso.
Em 8 de janeiro de 2025, Gloria Lynn Mandich, uma mulher de 60 anos, foi presa sob suspeita de incêndio criminoso relacionado a um incêndio separado perto do Parque Estadual Leo Carrillo. Este incidente, embora tenha ocorrido durante o evento mais amplo de incêndio florestal, ainda não estava diretamente ligado à ignição de grandes incêndios como os incêndios de Palisades ou Eaton. Ela foi acusada de incêndio criminoso de acordo com o Código Penal 451 (d).
Perto do incêndio Kenneth em Woodland Hills, um homem foi detido por suspeita de incêndio criminoso, mas acabou preso por violação de liberdade condicional, não por incêndio criminoso ou suspeita de incêndio criminoso, indicando nenhuma ligação direta com a causa do incêndio.
No contexto do incêndio em Palisades, um bombeiro relatou que dois homens foram flagrados pelas câmeras provocando um incêndio pouco antes do início do incêndio em Los Angeles. Este incidente, potencialmente envolvendo incêndio criminoso, está atualmente sob investigação para determinar sua conexão com o evento mais amplo de incêndio florestal.

## Resposta
O Corpo de Bombeiros do Condado de Los Angeles emitiu pedidos urgentes para que os bombeiros dos condados de Ventura, Orange, San Luis Obispo e Santa Bárbara ajudem nos esforços de combate a incêndios. O chefe Anthony Marrone disse que os 29 corpos de bombeiros do condado não tinham pessoal suficiente para combater os incêndios florestais. O Departamento de Correções e Reabilitação da Califórnia (CDCR) destacou 395 bombeiros encarcerados em 29 equipes para ajudar no combate às chamas. Esses indivíduos foram treinados pelo Programa de Acampamento de Conservação da Califórnia e trabalharam ao lado de bombeiros profissionais.
Intensificação de rajadas de vento às 19h de 7 de janeiro resultou no encalhe em massa de aeronaves de combate a incêndios. Mudanças repentinas na direção do vento colocam diferentes áreas em risco e complicam o combate a incêndios.
Foram designados abrigos de evacuação para animais: o Rose Bowl em Pasadena para animais de grande porte, a Pasadena Humane Society para os pequenos.
Ao meio-dia de 8 de janeiro, o governador da Califórnia, Gavin Newsom, enviou a Guarda Nacional da Califórnia. O Presidente dos Estados Unidos, Joe Biden, ordenou ao Departamento de Defesa dos Estados Unidos que fornecesse pessoal e equipamentos de combate a incêndios. Helicópteros da Marinha dos Estados Unidos foram enviados de San Diego, e a Guarda Nacional de Nevada e o Serviço Florestal dos Estados Unidos enviaram carros de bombeiros.
Numa conferência de imprensa, Marrone disse que os bombeiros estavam a chegar de outros estados: 60 equipas do Oregon, 45 do estado de Washington, 15 do Utah, 10 do Novo México e uma quantidade não especificada do Arizona. O governador do Texas, Greg Abbott, também enviou vários bombeiros e pessoal de emergência para combater os incêndios florestais, incluindo o Departamento de Resgate de Bombeiros de Dallas e do Sudeste do Texas. A Cruz Vermelha da região do Texas também enviou quatro voluntários: três de Austin e um de San Antonio.
Um drone operando ilegalmente em espaço aéreo restrito colidiu com uma aeronave de combate a incêndios Canadair CL-415 Super Scooper que trabalhava para conter o incêndio Palisades, danificando a aeronave e forçando-a a pousar. O chefe dos bombeiros do condado de LA, Anthony Marrone, afirmou que o drone "fez um buraco na asa" da aeronave e a colocou fora de serviço, sendo que a colisão foi relatada à Administração Federal de Aviação (FAA) pelos bombeiros, resultando na FAA conduzindo uma investigação e considerando uma “ação rápida de fiscalização” contra o(s) operador(es) de drones. O chefe do Serviço Florestal dos Estados Unidos, Randy Moore, relatou que vários drones privados voando em espaço aéreo não autorizado estavam interferindo nos esforços de combate a incêndios e causando perigo à tripulação de combate a incêndios. O Federal Bureau of Investigation (FBI) iniciou uma busca pelo operador responsável do drone e solicitou que o público fornecesse possíveis pistas. Em 31 de janeiro, o FBI prendeu o operador do drone, Peter Tripp Akemann, 56 anos, de Culver City, do qual ele se declarou culpado.
Após várias prisões por saques, o Departamento do Xerife do Condado de Los Angeles começou a trabalhar na implementação de um toque de recolher das 6h as 18h, previsto para começar na noite de 9 de janeiro.
Uma ordem executiva foi assinada pela prefeita de Los Angeles, Karen Bass, para reconstruir a cidade afetada pelos incêndios florestais; isto inclui a disponibilidade de 1.200 casas para pessoas deslocadas.
Em 14 de janeiro de 2025, a Agência Federal de Gestão de Emergências abriu dois centros de recuperação de desastres para ajudar as vítimas de incêndios florestais a solicitar assistência financeira: um em West Los Angeles, no UCLA Research Park (o antigo Westside Pavilion) e outro em Pasadena, no Community Education Center do Pasadena City College.

### Assistência de outros países
O governo canadense implantou aeronaves e helicópteros em apoio. O Ministro de Preparação para Emergências, Harjit Sajjan, declarou que o Canadá estava "pronto para apoiar nossos vizinhos americanos". Ele ofereceu 250 bombeiros junto com equipamentos e recursos adicionais para ajudar nos esforços. O Centro Nacional Interagências de Incêndios solicitou dois aviões bombardeiros aquáticos Canadair CL-415 do Canadá, que anunciou que o pedido foi aprovado. Vários governos provinciais também prometeram o seu apoio; os governos da Colúmbia Britânica e de Alberta ofereceram bombardeiros de água, helicópteros de visão noturna e equipes de comando de incidentes. Duas aeronaves de combate a incêndios de Quebec foram enviadas para a Califórnia por acordo e estão envolvidas desde 7 de janeiro. Vários cidadãos canadenses foram diretamente afetados pelos incêndios.
Bombeiros mexicanos chegaram ao Aeroporto Internacional de Los Angeles no dia 12 de janeiro para ajudar no combate aos incêndios. Incluem bombeiros da Comissão Florestal Nacional e da Secretaria Nacional de Defesa. O Crescente Vermelho Iraniano ofereceu-se para enviar unidades de implantação rápida para combater incêndios florestais. O presidente ucraniano, Volodymyr Zelensky, ofereceu-se para enviar bombeiros do Serviço de Emergência do Estado para a Califórnia para ajudar a lidar com os incêndios. Em 15 de janeiro de 2025, o governo japonês forneceu US$ 2 milhões por meio da Cruz Vermelha para "estabelecer locais de evacuação e oferecer alimentos e apoio psicológico às pessoas afetadas pelos incêndios".

### Reações
A vereadora de Los Angeles, Traci Park, afirmou que os incêndios florestais foram "uma perda devastadora para toda Los Angeles". O xerife do condado de Los Angeles, Robert G. Luna, condenou as tentativas de saque em meio aos incêndios florestais e alertou que qualquer pessoa que aproveitasse o incêndio para roubar em áreas impactadas que: "... você vai ser pego, você vai ser preso e você será processado".
O governador da Califórnia, Gavin Newsom, encorajou os residentes a seguirem as ordens de evacuação e declarou à nova administração Trump que "não estou aqui para fazer política" depois de contatar o presidente Joe Biden para receber assistência federal contra bombeiros com "Sem política, sem preocupação, nada de beijar os pés". Mais de 179.000 pessoas foram colocadas sob ordens de evacuação. Mais tarde, ele cancelou sua viagem a Washington, D.C., onde planejava comparecer ao serviço memorial de Jimmy Carter.
O presidente Joe Biden cancelou sua viagem à Itália para se concentrar no rastreamento de incêndios florestais na área de Los Angeles. Ele também ofereceu qualquer assistência federal necessária para suprimir o incêndio em Palisades. Além disso, a vice-presidente Kamala Harris encorajou as pessoas a seguirem as orientações das autoridades locais. Ela também cancelou sua viagem a Cingapura, Bahrein e Alemanha.
A ausência da prefeita de Los Angeles, Karen Bass, durante a visita do presidente Joe Biden a Santa Monica para avaliar os danos causados pelo incêndio atraiu críticas, inclusive do ex-porta-voz do governo Obama, Tommy Vietor. No momento em que os incêndios eclodiram, Bass estava em Gana como parte de uma delegação que assistia à tomada de posse do Presidente John Dramani Mahama. Posteriormente, ela encerrou a viagem mais cedo, retornando à cidade no dia 8 de janeiro.
O proprietário do Los Angeles Times, Patrick Soon-Shiong, criticou Bass por cortar US$ 17,6 milhões do orçamento anual do corpo de bombeiros, observando que as condições graves de risco de incêndio eram conhecidas com bastante antecedência e que os hidrantes em Pacific Palisades não tinham pressão. O Politico afirmou que as afirmações de Soon-Shiong estavam erradas e que a cidade estava em processo de elaboração de um novo contrato com o corpo de bombeiros enquanto o orçamento estava sendo elaborado, e que o financiamento adicional foi reservado em um fundo separado até que o acordo fosse finalizado. em dezembro. Ele também afirmou que Bass "não recuou oficialmente nas perguntas sobre a postagem de Soon-Shiong, permitindo que informações incorretas circulassem amplamente online durante a maior parte da quarta-feira". Bob Blumenfield, membro do Conselho Municipal de Los Angeles, disse que o orçamento do corpo de bombeiros aumentou em mais de US$ 50 milhões.
O presidente eleito, Donald Trump, culpou o governador Gavin Newsom por se recusar a assinar uma "declaração de restauração da água", citando o desejo do governador de proteger "um peixe essencialmente inútil chamado cheiro". A assessoria de imprensa de Newsom respondeu, afirmando que tal declaração não existe e é “pura ficção”. Quando os repórteres perguntaram a prefeita Bass sobre os cortes orçamentários em 9 de janeiro, ela disse que "não foram feitas reduções que pudessem impactar a situação".
O Los Angeles Rams usou bonés e camisas com a inscrição "LAFD" em solidariedade ao corpo de bombeiros e às vítimas do incêndio florestal durante o jogo de playoff do NFL Wild Card contra o Minnesota Vikings. Tanto as camisas quanto os bonés personalizados foram colocados a venda, com todos os lucros das vendas destinados a apoiar a Fundação LAFD e a Cruz Vermelha Americana para auxiliar os bombeiros locais e as pessoas afetadas pelos incêndios florestais no sul da Califórnia. O ex-tackle dos Rams e vencedor do Super Bowl, Andrew Whitworth, deu uma mensagem à multidão do State Farm Stadium no início do jogo, descrevendo o impacto dos incêndios florestais, a bravura dos socorristas e bombeiros e a força dos residentes de Los Angeles na união e reconstrução.
Os Los Angeles Kings durante sua viagem de cinco jogos usaram emblemas e adesivos em homenagem ao LAFD, bem como os Winnipeg Jets, Calgary Flames, Edmonton Oilers, Vancouver Canucks e Seattle Kraken, os adversários contra os quais jogaram. Um momento especial foi realizado em Winnipeg dedicado aos bombeiros.
O Los Angeles Lakers durante o jogo em casa contra o San Antonio Spurs fez um momento de silêncio e dedicou o jogo aos bombeiros. Apesar do fato de Victor Wembanyama e Chris Paul estarem jogando pelos Spurs, os dois deram aos filhos do técnico do Lakers, JJ Redick, suas camisetas de jogo; os dois meninos perderam sua coleção de basquete no Palisades Fire. O Los Angeles Clippers distribuiu toalhas durante o jogo em casa contra o Miami Heat com as palavras "LA Strong" e uma imagem azul do estado da Califórnia.
Todas as doze equipes na área de Los Angeles doaram mais de US$ 8 milhões para a Cruz Vermelha Americana, Los Angeles Fire Department Foundation, California Fire Foundation, Eaton Canyon Fire Relief and Recovery Fund, World Central Kitchen, California Community Foundation Wildfire Recovery Fund, Team Rubicon e várias organizações locais de resgate de animais.
Várias celebridades, incluindo Taylor Swift, Leonardo DiCaprio, Eva Longoria, Beyoncé, Paris Hilton, Jamie Lee Curtis, Selena Gomez, Kylie Jenner e Halle Berry doaram dinheiro a várias organizações para ajudar as vítimas afetadas pelos incêndios florestais. Meghan Markle e o Príncipe Harry também ajudaram as vítimas oferecendo seu tempo ao lado de trabalhadores da World Central Kitchen, distribuindo refeições aos necessitados.
Em 28 de janeiro, o governador Gavin Newsom lançou a campanha "LA Rises", uma iniciativa de angariação de fundos em colaboração com o setor privado para ajudar a reconstruir áreas afetadas pelos incêndios, além de 2,5 milhões de dólares em ajuda estatal. O Los Angeles Dodgers fez uma doação de US$ 100 milhões para o LA Rises.
Durante a estreia do Los Angeles FC em casa contra o Minnesota United em 22 de fevereiro de 2025, os fãs do LAFC revelaram um mosaico em homenagem ao LAFD e outros bombeiros.

### Internacional
O Primeiro-ministro da Austrália, Anthony Albanese, disse que as imagens de Los Angeles são chocantes para os australianos que enfrentam incêndios florestais e mostraram o impacto das mudanças climáticas nas temporadas de incêndios. O Primeiro-ministro da Malásia, Anwar Ibrahim, apresentou condolências àqueles que foram afetados pelos incêndios florestais. O governo também ofereceu ajuda aos Estados Unidos para combater os incêndios florestais. O presidente chileno, Gabriel Boric, pediu ao seu povo que evite incêndios no país. O Ministério das Relações Exteriores do Peru expressou suas condolências às vítimas afetadas pelos incêndios florestais.

## Litígio
Mais de uma dúzia de residentes do Condado de Los Angeles entraram com uma ação no Tribunal Superior do Condado de Los Angeles contra o governo da cidade de Los Angeles e o Departamento de Água e Energia de Los Angeles, acusando este último de não ter reparado a albufeira de Santa Ynez a um ritmo adequado e de não ter preparado a sua infraestrutura hídrica antes do vendaval bem previsto e dos alertas de bandeira vermelha. Os demandantes acusaram o governo da cidade de Los Angeles de não se preparar adequadamente para os incêndios florestais e exigiram compensação pela perda de propriedades, perda de salários e perda de lucros comerciais. Vários residentes de Altadena entraram com quatro ações judiciais contra Southern California Edison, alegando que o incêndio em Eaton foi iniciado por falha na infraestrutura de energia de propriedade da empresa.

## Desenvolvimento imobiliário em áreas de alto risco
Surgiram críticas quanto ao desenvolvimento imobiliário contínuo em regiões propensas a incêndios. Um relatório da Jacobin destacou como os esforços de lobby imobiliário historicamente se opuseram às restrições à construção em zonas designadas de alto risco de incêndios florestais, contribuindo para o aumento da destruição causada por incêndios. O artigo citou esforços legislativos anteriores, como o Projeto de Lei 55 do Senado da Califórnia, que visava limitar o desenvolvimento em zonas de "risco muito alto", mas acabou bloqueado por esforços de lobby da indústria. Defensores do meio ambiente argumentam que a expansão urbana descontrolada em áreas propensas a incêndios agravou os danos causados por incêndios florestais e colocou mais moradores em risco.

## Galeria de mapas

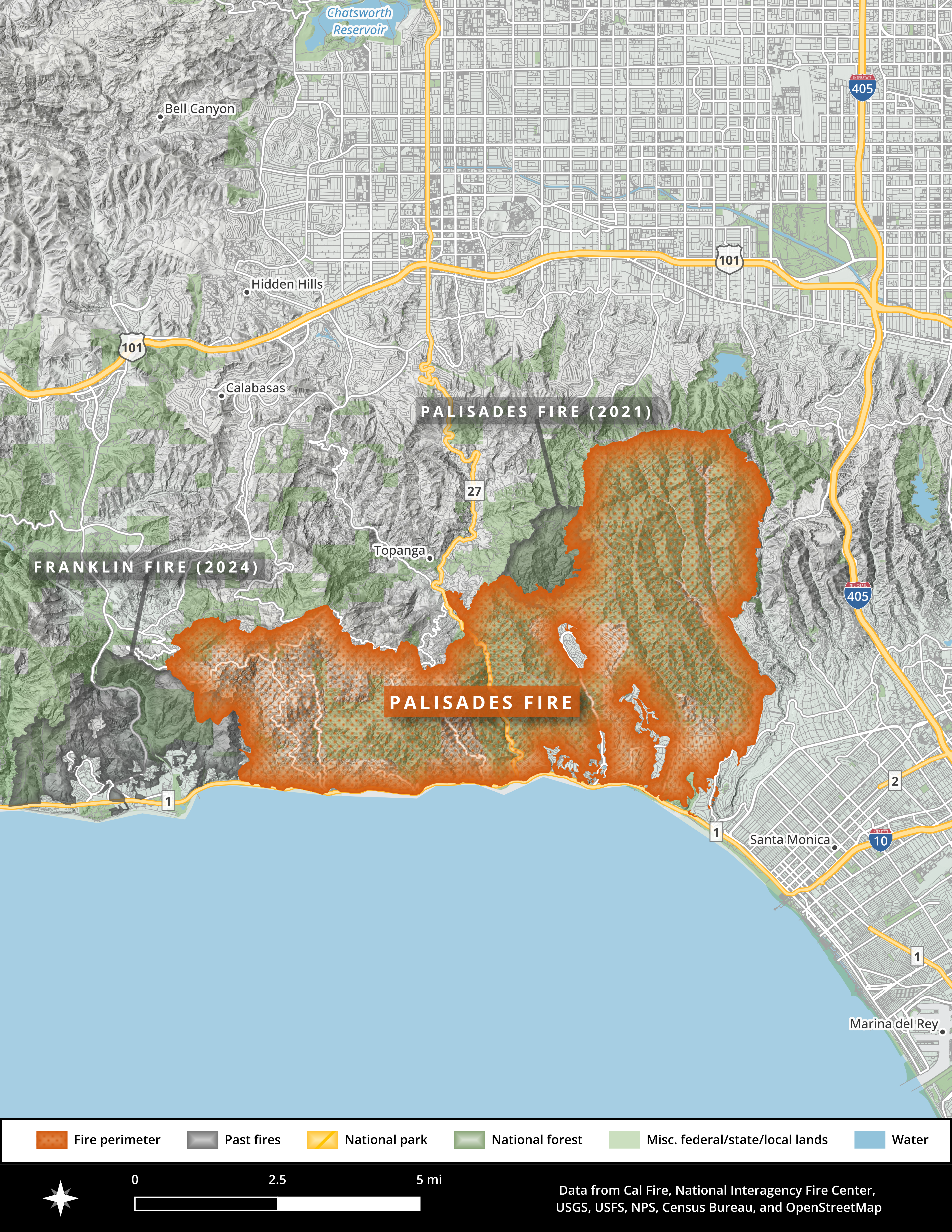
A extensão do incêndio Palisades
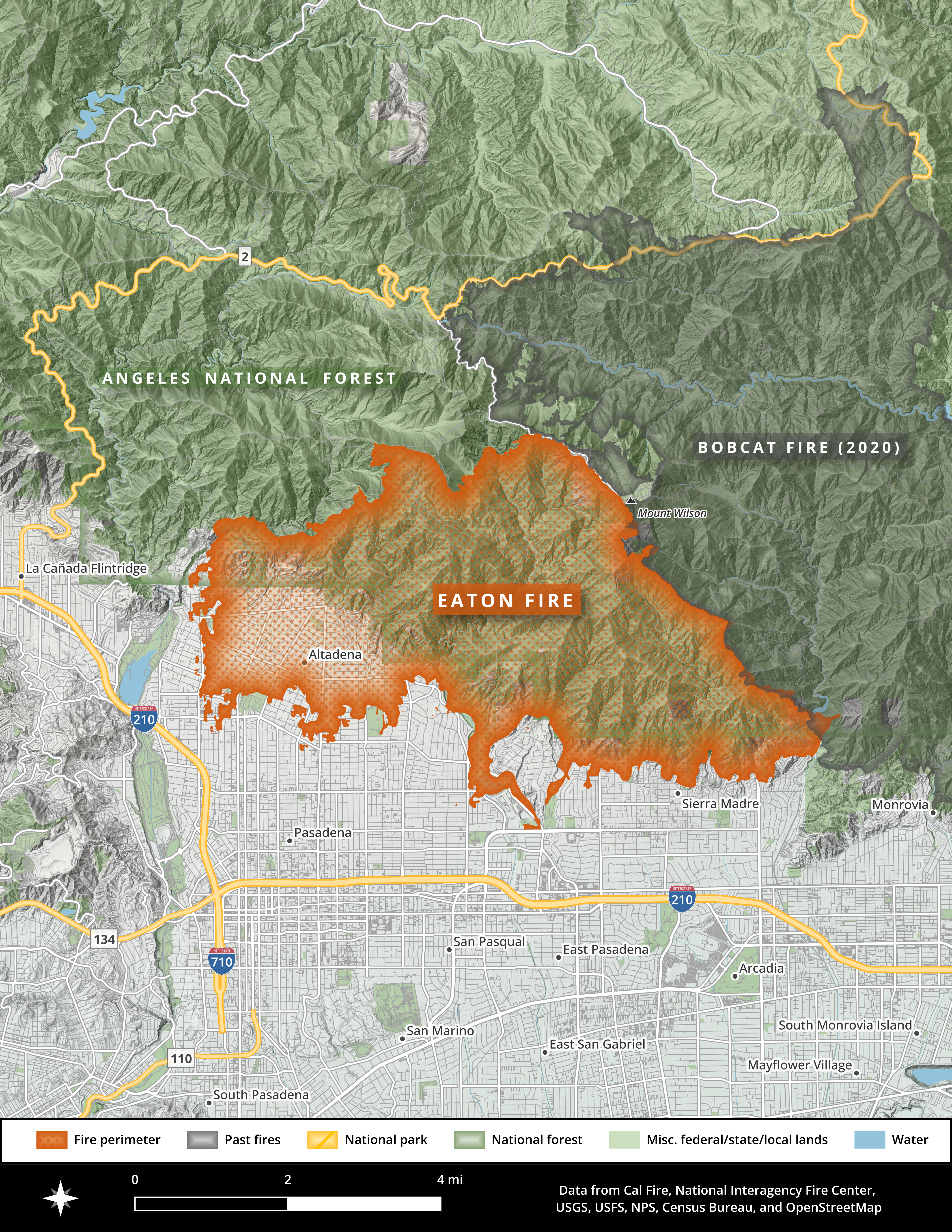
A extensão do incêndio Eaton
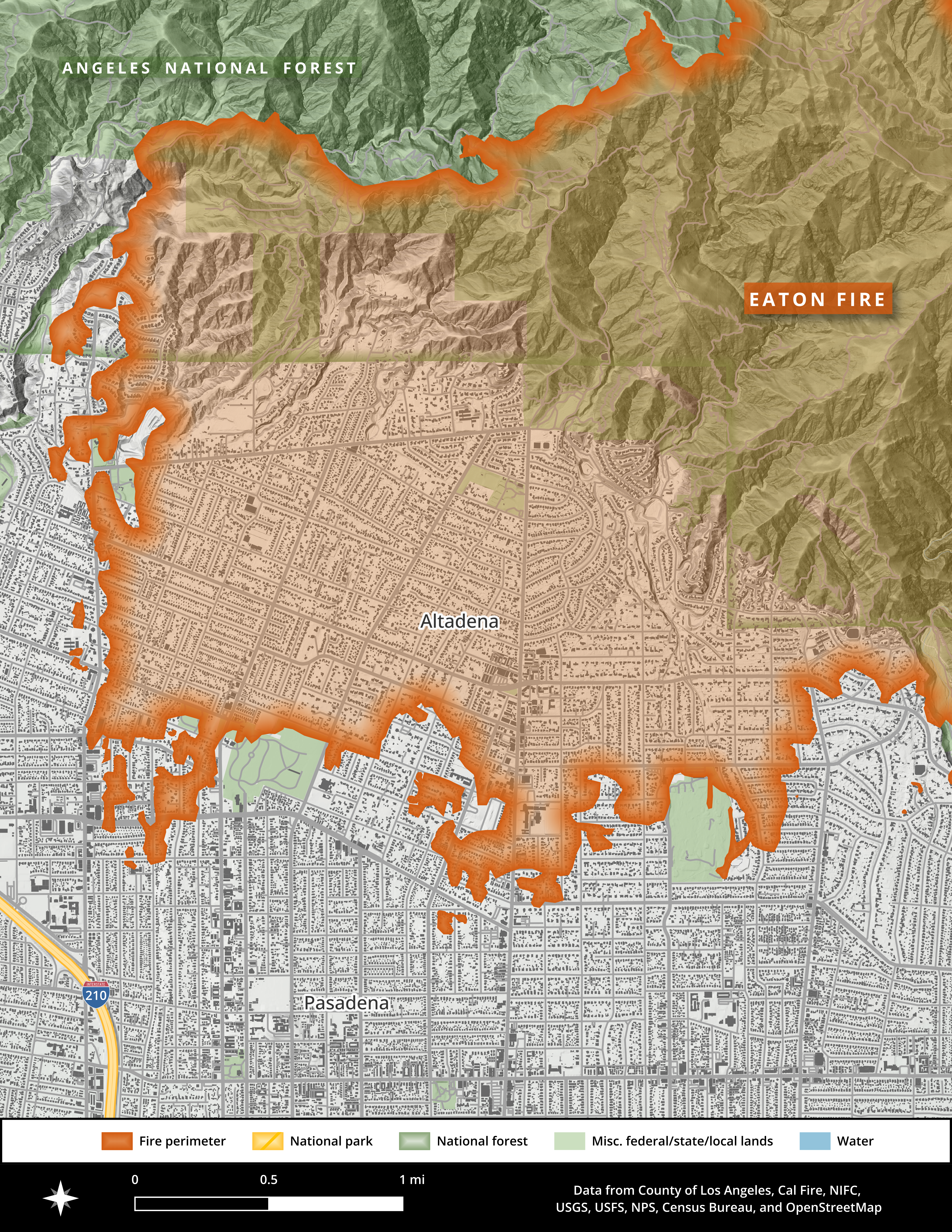
A pegada do incêndio Eaton na comunidade de Altadena